# Wittersham
Wittersham es una parroquia civil y un pueblo del distrito de Ashford, en el condado de Kent (Inglaterra).

## Geografía
Según la Oficina Nacional de Estadística británica, Wittersham tiene una superficie de 14,66 km².

## Demografía
Según el censo de 2001, Wittersham tenía 1143 habitantes (49,08% varones, 50,92% mujeres) y una densidad de población de 77,97 hab/km². El 17,32% eran menores de 16 años, el 74,63% tenían entre 16 y 74 y el 8,05% eran mayores de 74. La media de edad era de 42,89 años. Del total de habitantes con 16 o más años, el 20,74% estaban solteros, el 61,9% casados y el 17,35% divorciados o viudos.
El 94,23% de los habitantes eran originarios del Reino Unido. El resto de países europeos englobaban al 1,75% de la población, mientras que el 4,02% había nacido en cualquier otro lugar. Según su grupo étnico, el 99,65% eran blancos y el 0,35% mestizos. El cristianismo era profesado por el 79,39%, el budismo por el 0,26% y cualquier otra religión, salvo el hinduismo, el judaísmo, el islam y el sijismo, por el 0,26%. El 15,11% no eran religiosos y el 4,98% no marcaron ninguna opción en el censo.
547 habitantes eran económicamente activos, 529 de ellos (96,71%) empleados y 18 (3,29%) desempleados. Había 475 hogares con residentes, 18 vacíos y 10 eran alojamientos vacacionales o segundas residencias.